# بانارة فاندربلتية
بانارة فاندربلتية (الاسم العلمي:Banara vanderbiltii) هي نوع من النباتات يتبع جنس البانارة من الفصيلة الصفصافية.